# イギリスの四大賛美歌
イギリスの四大賛美歌（イギリスのよんだいさんびか）は、19世紀の四つの人気のあるイギリスの賛美歌と謳われ、「賛美歌と賛美歌曲の歴史と使用」 (The History and Use of Hymns and Hymn-Tunes) によると、以下の4曲が四大讃美歌(The Great Four)とされている（1954年版讃美歌の題と番号を示す）。
1. この日の恵みを (All Praise to thee, my God, this night) 讃美歌36番[2]（讃美歌21-213番「み神をたたえよ さびしきこよいも」）
2. 天には栄え (Hark! The Herald Angels Sing) 讃美歌98番
3. 見よ、主は輝く雲にうち乗り (Lo! He comes with cloud descending) 讃美歌173番
4. ちとせの岩よ (Rock of ages, cleft for me) 讃美歌260番

同書は5番から10番までとして以下の曲をあげる。
1. めさめよわがたま (Awake my soul and with the sun) 讃美歌22番
2. 日暮れて四方は暗く (Abide with me; fast falls the eventide) 讃美歌39番
3. 真玉しらたま　黄金ひかる (Jerusalem the golden) 讃美歌484番
4. わがたましいを (Jesus, Lover of my soul) 讃美歌273番
5. わがたまのひかり (Sun of my soul, thou Saviour dear) 讃美歌38番
6. さかえの主イエスの (When I Survey the Wondrous Cross) 讃美歌142番